# Grand Prix de Voleibol de 1993
O Grand Prix de Voleibol de 1993 foi a primeira edição do torneio feminino de voleibol organizado pela Federação Internacional FIVB. Foi diputado por oito países entre 28 de maio e 20 de junho. A Fase Final foi realizada em Hong Kong.

## Equipes participantes
Equipes que participaram da edição 1993 do Grand Prix
- Alemanha
- Brasil
- China
- Coreia do Sul
- Cuba
- Estados Unidos
- Japão
- Rússia

## Primeira Rodada

### Grupo A - Seul
| Pos | Equipe         | Pts | V | D | SP | SC | SA    |
| --- | -------------- | --- | - | - | -- | -- | ----- |
| 1   | Coreia do Sul  | 6   | 3 | 0 | 9  | 3  | 3,000 |
| 2   | Brasil         | 5   | 2 | 1 | 8  | 4  | 2,000 |
| 3   | China          | 4   | 1 | 2 | 4  | 7  | 0,570 |
| 4   | Estados Unidos | 3   | 0 | 3 | 2  | 9  | 0,222 |

PTS - pontos, J - jogos, V - vitórias, D - derrotas, SP - sets pró, SC - sets contra, SA - set average
| Data  | Jogo          | Jogo | Jogo           | Parciais | Parciais | Parciais | Parciais | Parciais |
| Data  | Jogo          | Jogo | Jogo           | 1        | 2        | 3        | 4        | 5        |
| ----- | ------------- | ---- | -------------- | -------- | -------- | -------- | -------- | -------- |
| 28/05 | China         | 3-1  | Estados Unidos | 15-10    | 11-15    | 15-10    | 15-9     | -        |
| 28/05 | Coreia do Sul | 3-2  | Brasil         | 7-15     | 12-15    | 15-12    | 15-8     | 15-8     |
| 29/05 | Brasil        | 3-0  | China          | 17-15    | 15-13    | 15-10    | -        | -        |
| 29/05 | Coreia do Sul | 3-0  | Estados Unidos | 15-3     | 15-6     | 15-12    | -        | -        |
| 30/05 | Brasil        | 3-1  | Estados Unidos | 15-10    | 14-16    | 15-12    | 15-7     | -        |
| 30/05 | Coreia do Sul | 3-1  | China          | 15-5     | 15-13    | 13-15    | 15-10    | -        |

### Grupo B - Tóquio
| Pos | Equipe   | Pts | V | D | SP | SC | SA    |
| --- | -------- | --- | - | - | -- | -- | ----- |
| 01  | Cuba     | 05  | 2 | 1 | 7  | 4  | 1,750 |
| 02  | Japão    | 05  | 2 | 1 | 7  | 4  | 1,750 |
| 03  | Rússia   | 05  | 2 | 1 | 7  | 5  | 1,400 |
| 04  | Alemanha | 03  | 0 | 3 | 1  | 9  | 0,111 |

PTS - pontos, J - jogos, V - vitórias, D - derrotas, SP - sets pró, SC - sets contra, SA - set average
| Data  | Jogo     | Jogo | Jogo     | Parciais | Parciais | Parciais | Parciais | Parciais |
| Data  | Jogo     | Jogo | Jogo     | 1        | 2        | 3        | 4        | 5        |
| ----- | -------- | ---- | -------- | -------- | -------- | -------- | -------- | -------- |
| 28/05 | Cuba     | 1-3  | Rússia   | 14-16    | 7-15     | 15-7     | 10-15    | -        |
| 28/05 | Alemanha | 0-3  | Japão    | 8-15     | 8-15     | 2-15     | -        | -        |
| 29/05 | Alemanha | 0-3  | Cuba     | 10-15    | 8-15     | 6-15     | -        | -        |
| 29/05 | Japão    | 3-1  | Rússia   | 16-14    | 5-15     | 15-5     | 15-12    | -        |
| 30/05 | Rússia   | 3-1  | Alemanha | 15-7     | 7-15     | 15-5     | 15-8     | -        |
| 30/05 | Cuba     | 3-1  | Japão    | 13-15    | 15-11    | 15-11    | 15-10    | -        |

## Segunda Rodada

### Grupo C - Bangkok
| Pos | Equipe        | Pts | V | D | SP | SC | SA    |
| --- | ------------- | --- | - | - | -- | -- | ----- |
| 1   | Cuba          | 6   | 3 | 0 | 9  | 1  | 9,000 |
| 2   | Brasil        | 5   | 2 | 1 | 6  | 6  | 1,000 |
| 3   | Rússia        | 4   | 1 | 2 | 5  | 7  | 0,714 |
| 4   | Coreia do Sul | 3   | 0 | 3 | 3  | 9  | 0,333 |

PTS - pontos, J - jogos, V - vitórias, D - derrotas, SP - sets pró, SC - sets contra, SA - set average
| Data | Jogo   | Jogo | Jogo          | Parciais | Parciais | Parciais | Parciais | Parciais |
| Data | Jogo   | Jogo | Jogo          | 1        | 2        | 3        | 4        | 5        |
| ---- | ------ | ---- | ------------- | -------- | -------- | -------- | -------- | -------- |
| 4/06 | Brasil | 3-1  | Rússia        | 11-15    | 15-5     | 15-9     | 15-3     | -        |
| 4/06 | Cuba   | 3-0  | Coreia do Sul | -        | -        | -        | -        | -        |
| 5/06 | Cuba   | 3-0  | Brasil        | 15-7     | 15-12    | 15-2     | -        | -        |
| 5/06 | Rússia | 3-1  | Coreia do Sul | 15-10    | 15-12    | 13-15    | 15-6     | -        |
| 6/06 | Rússia | 1-3  | Cuba          | 13-15    | 6-15     | 15-8     | 12-15    | -        |
| 6/06 | Brasil | 3-2  | Coreia do Sul | 14-16    | 7-15     | 16-14    | 15-10    | 15-11    |

### Grupo D - Kuala Lumpur
| Pos | Equipe         | Pts | V | D | SP | SC | SA    |
| --- | -------------- | --- | - | - | -- | -- | ----- |
| 1   | China          | 6   | 3 | 0 | 9  | 3  | 3,000 |
| 2   | Estados Unidos | 5   | 2 | 1 | 8  | 4  | 2,000 |
| 3   | Alemanha       | 4   | 1 | 2 | 4  | 8  | 0,500 |
| 4   | Japão          | 3   | 0 | 3 | 3  | 9  | 0,333 |

PTS - pontos, J - jogos, V - vitórias, D - derrotas, SP - sets pró, SC - sets contra, SA - set average
| Data | Jogo           | Jogo | Jogo           | Parciais | Parciais | Parciais | Parciais | Parciais |
| Data | Jogo           | Jogo | Jogo           | 1        | 2        | 3        | 4        | 5        |
| ---- | -------------- | ---- | -------------- | -------- | -------- | -------- | -------- | -------- |
| 4/06 | China          | 3-0  | Alemanha       | 16-14    | 17-15    | 15-5     | -        | -        |
| 4/06 | Estados Unidos | 3-0  | Japão          | 15-7     | 15-6     | 15-13    | -        | -        |
| 5/06 | Alemanha       | 3-2  | Japão          | 12-15    | 7-15     | 15-10    | 17-15    | 15-9     |
| 5/06 | China          | 3-2  | Estados Unidos | 15-9     | 11-15    | 8-15     | 15-12    | 15-12    |
| 6/06 | Estados Unidos | 3-1  | Alemanha       | 15-12    | 15-1     | 9-15     | 15-10    | -        |
| 6/06 | China          | 3-1  | Japão          | 15-13    | 15-11    | 9-15     | 15-10    | -        |

## Terceira Rodada

### Grupo E - Sydney
| Pos | Equipe         | Pts | V | D | SP | SC | SA    |
| --- | -------------- | --- | - | - | -- | -- | ----- |
| 1   | Cuba           | 6   | 3 | 0 | 9  | 3  | 3,000 |
| 2   | Rússia         | 4   | 1 | 2 | 6  | 7  | 0,857 |
| 3   | China          | 4   | 1 | 2 | 5  | 7  | 0,714 |
| 4   | Estados Unidos | 4   | 1 | 2 | 5  | 8  | 0,625 |

PTS - pontos, J - jogos, V - vitórias, D - derrotas, SP - sets pró, SC - sets contra, SA - set average
| Data  | Jogo           | Jogo | Jogo           | Parciais | Parciais | Parciais | Parciais | Parciais |
| Data  | Jogo           | Jogo | Jogo           | 1        | 2        | 3        | 4        | 5        |
| ----- | -------------- | ---- | -------------- | -------- | -------- | -------- | -------- | -------- |
| 11/06 | China          | 3-1  | Estados Unidos | 15-8     | 15-7     | 6-15     | x-x      | -        |
| 11/06 | Cuba           | 3-1  | Rússia         | -        | -        | -        | -        | -        |
| 12/06 | Estados Unidos | 3-2  | Rússia         | 7-15     | 13-15    | 15-13    | 17-16    | 17-15    |
| 12/06 | Cuba           | 3-1  | China          | 14-16    | 15-3     | 15-8     | 15-13    | -        |
| 13/06 | Rússia         | 3-1  | China          | 9-15     | 15-10    | 15-6     | 15-8     | -        |
| 13/06 | Cuba           | 3-1  | Estados Unidos | 16-14    | 15-11    | 3-15     | 16-14    | -        |

### Grupo F - Taipei
| Pos | Equipe        | Pts | V | D | SP | SC | SA    |
| --- | ------------- | --- | - | - | -- | -- | ----- |
| 1   | Brasil        | 6   | 3 | 0 | 9  | 2  | 4,500 |
| 2   | Coreia do Sul | 5   | 2 | 1 | 7  | 6  | 1,150 |
| 3   | Japão         | 4   | 1 | 2 | 6  | 7  | 0,857 |
| 4   | Alemanha      | 3   | 0 | 3 | 2  | 9  | 0,222 |

PTS - pontos, J - jogos, V - vitórias, D - derrotas, SP - sets pró, SC - sets contra, SA - set average
| Data  | Jogo          | Jogo | Jogo          | Parciais | Parciais | Parciais | Parciais | Parciais |
| Data  | Jogo          | Jogo | Jogo          | 1        | 2        | 3        | 4        | 5        |
| ----- | ------------- | ---- | ------------- | -------- | -------- | -------- | -------- | -------- |
| 11/06 | Coreia do Sul | 3-1  | Alemanha      | 15-9     | 15-9     | 7-15     | 15-4     | -        |
| 11/06 | Brasil        | 3-1  | Japão         | -        | -        | -        | -        | -        |
| 12/06 | Coreia do Sul | 3-2  | Japão         | 8-15     | 1-15     | 16-14    | 15-12    | 15-13    |
| 12/06 | Brasil        | 3-0  | Alemanha      | 15-10    | 15-3     | 15-5     | -        | -        |
| 13/06 | Brasil        | 3-1  | Coreia do Sul | 11-15    | 15-3     | 15-5     | 15-5     | -        |
| 13/06 | Japão         | 3-1  | Alemanha      | -        | -        | -        | -        | -        |

## Fase final
A fase final do Grand Prix 1993 foi disputado em Hong Kong entre os dias 17/06 e 20/06.

### Grupo A
| Pos | Equipe | Pts | V | D | SP | SC | SA    |
| --- | ------ | --- | - | - | -- | -- | ----- |
| 1   | Cuba   | 4   | 2 | 0 | 6  | 1  | 6,000 |
| 2   | Brasil | 3   | 1 | 1 | 3  | 4  | 0,750 |
| 3   | Japão  | 2   | 0 | 2 | 2  | 6  | 0,333 |

| Data  | Jogo   | Jogo | Jogo   | Parciais | Parciais | Parciais | Parciais | Parciais |
| Data  | Jogo   | Jogo | Jogo   | 1        | 2        | 3        | 4        | 5        |
| ----- | ------ | ---- | ------ | -------- | -------- | -------- | -------- | -------- |
| 17/06 | Cuba   | 3-0  | Brasil | 15-5     | 15-10    | 15-7     | -        | -        |
| 18/06 | Cuba   | 3-1  | Japão  | 10-15    | 15-5     | 15-7     | 15-10    | -        |
| 19/06 | Brasil | 3-1  | Japão  | 9-15     | 15-12    | 15-11    | 15-7     | -        |

### Grupo B
| Pos | Equipe        | Pts | V | D | SP | SC | SA    |
| --- | ------------- | --- | - | - | -- | -- | ----- |
| 1   | China         | 3   | 1 | 1 | 5  | 4  | 1,250 |
| 2   | Rússia        | 3   | 1 | 1 | 4  | 4  | 1,000 |
| 3   | Coreia do Sul | 3   | 1 | 1 | 4  | 5  | 0,800 |

| Data  | Jogo          | Jogo | Jogo          | Parciais | Parciais | Parciais | Parciais | Parciais |
| Data  | Jogo          | Jogo | Jogo          | 1        | 2        | 3        | 4        | 5        |
| ----- | ------------- | ---- | ------------- | -------- | -------- | -------- | -------- | -------- |
| 17/06 | Coreia do Sul | 3-2  | China         | 9-15     | 5-15     | 16-14    | 16-14    | 15-6     |
| 18/06 | China         | 3-1  | Rússia        | 13-15    | -        | -        | -        | -        |
| 19/06 | Rússia        | 3-1  | Coreia do Sul | 9-15     | 15-13    | 15-5     | 15-12    | -        |

### Disputa de 3ºlugar
| Data  | Jogo   | Jogo | Jogo   | Parciais | Parciais | Parciais | Parciais | Parciais |
| Data  | Jogo   | Jogo | Jogo   | 1        | 2        | 3        | 4        | 5        |
| ----- | ------ | ---- | ------ | -------- | -------- | -------- | -------- | -------- |
| 20/06 | Rússia | 3-1  | Brasil | 3-15     | 15-10    | 17-15    | 15-7     | -        |

### Final
| Data  | Jogo | Jogo | Jogo  | Parciais | Parciais | Parciais | Parciais | Parciais |
| Data  | Jogo | Jogo | Jogo  | 1        | 2        | 3        | 4        | 5        |
| ----- | ---- | ---- | ----- | -------- | -------- | -------- | -------- | -------- |
| 20/06 | Cuba | 3-0  | China | 15-1     | 15-4     | 15-8     | -        | -        |

## Classificação Final
| #       | Equipe         |
| ------- | -------------- |
| Gold.   | Cuba           |
| Silver. | China          |
| Bronze. | Rússia         |
| 4.      | Brasil         |
| 5.      | Coreia do Sul  |
| 6.      | Japão          |
| 7.      | Estados Unidos |
| 8.      | Alemanha       |

## Prêmios Individuais
| MVP (Most Valuable Player) | Mireya Luis        | Cuba   |
| Melhor atacante            | Mireya Luis        | Cuba   |
| Melhor bloqueio            | Pan Wenli          | China  |
| Melhor saque               | Regla Torres       | Cuba   |
| Melhor levantadora         | Fernanda Venturini | Brasil |
| Melhor recepção            | Kazumi Nakamura    | Japão  |
| Melhor defesa              | Regla Bell         | Cuba   |